# Justin Huish
Justin Grant Huish (Fountain Valley, 9 gennaio 1975) è un arciere statunitense.

## Palmarès
Olimpiadi
- 2 medaglie:
  - 2 ori (individuale a Atlanta 1996, squadre a Atlanta 1996).